# Savigny-Poil-Fol
Savigny-Poil-Fol ist eine französische Gemeinde mit 108 Einwohnern (Stand 1. Januar 2022) im  Département Nièvre in der Region Bourgogne-Franche-Comté (vor 2016 Burgund). Sie gehört zum Arrondissement Château-Chinon (Ville) und zum Kanton Luzy. Die Einwohner werden Peiffolisaviniens oder Saviniens genannt.

## Geographie
Savigny-Poil-Fol liegt etwa 59 Kilometer ostsüdöstlich von Nevers am Rande des Morvan. Das Gemeindegebiet wird vom Fluss Cressonne durchquert, der hier noch Ruisseau du Moulin du Comte genannt wird. Umgeben wird Savigny-Poil-Fol von den Nachbargemeinden Rémilly im Nordwesten und Norden, Lanty im Norden, Avrée im Nordosten, Fléty im Osten, Tazilly im Südosten, Ternant im Süden, sowie Millay im Südwesten.

## Bevölkerungsentwicklung
| Jahr                       | 1962 | 1968 | 1975 | 1982 | 1990 | 1999 | 2006 | 2011 | 2020 |
| -------------------------- | ---- | ---- | ---- | ---- | ---- | ---- | ---- | ---- | ---- |
| Einwohner                  | 250  | 193  | 163  | 147  | 133  | 104  | 133  | 136  | 113  |
| Quellen: Cassini und INSEE |      |      |      |      |      |      |      |      |      |

## Sehenswürdigkeiten
- Kirche Saint-Georges aus dem 11. Jahrhundert, spätere Um- und Anbauten